# Walter D. Kamphoefner
Walter D. Kamphoefner (* 5. März 1948 in Missouri) ist ein US-amerikanischer Historiker.

## Leben
Walter D. Kamphoefner studierte an der University of Missouri-Columbia, wo er 1972 den Magisterabschluss erwarb, und 1975/76 an der Westfälischen Wilhelms-Universität in Münster. An der Universität von Missouri promovierte er 1978 zum Dr. phil. 1988 ging er an die Texas A&M University, an der er seit 1995 als Professor für Geschichte tätig ist. Sein Forschungsschwerpunkt ist die US-amerikanische Geschichte des 19. Jahrhunderts, insbesondere die amerikanische Einwanderung und die deutsche Auswanderung in die USA.

## Schriften
- Westfalen in der Neuen Welt. Eine Sozialgeschichte der Auswanderung im 19. Jahrhundert. Coppenrath, Münster 1982, ISBN 3-88547-162-0. Erweiterte Neuausgabe: V&R unipress, Göttingen 2006, ISBN 3-89971-206-4.
- Wolfgang Helbich, Walter D. Kamphoefner (Hg.): Deutsche im Amerikanischen Bürgerkrieg. Briefe von Front und Farm 1861–1865. Schöningh, Paderborn 2002, ISBN 3-506-73916-6.
- Walter D. Kamphoefner, Peter Marschalck, Birgit Nolte-Schuster: Von Heuerleuten und Farmern. Die Auswanderung aus dem Osnabrücker Land nach Nordamerika im 19. Jahrhundert. Emigration from the Osnabrück Region to North America in the 19th Century. Rasch, Bramsche 1999, ISBN 3-934005-11-X.
- Walter D. Kamphoefner, Wolfgang Helbich, Ulrike Sommer (Hg.): News from the Land of Freedom. German Immigrants Write Home. Cornell University Press, Ithaca 1991.
- Wolfgang Helbich, Walter D. Kamphoefner, Ulrike Sommer (Hg.): Briefe aus Amerika. Deutsche Auswanderer schreiben aus der Neuen Welt 1830–1930. C.H. Beck, München 1988, ISBN 3-406-33114-9.